# Sarsina
Sarsina (Sèrsna in romagnolo) è un comune italiano di 3 320 abitanti della provincia di Forlì-Cesena in Emilia-Romagna.

## Geografia fisica
Si trova nella valle del fiume Savio, nell'Appennino tosco-romagnolo; dista 32 km da Cesena e 50 km da Forlì.
La vetta più elevata all'interno del comune è il monte Facciano (935 m), nei pressi della frazione Quarto. Il territorio comunale è composto da una zona principale e da 2 exclave.

### Clima
Il clima risente della lontananza dal mare, ed è temperato subcontinentale (secondo Mario Pinna), con una piovosità abbondante e regolare distribuita durante tutto il corso dell'anno. La temperatura media annua è di 15 °C. 
Il comune ricade nella Fascia Climatica E per i suoi 2303 gradi giorno.
| Sarsina             | Mesi | Mesi | Mesi | Mesi | Mesi | Mesi | Mesi | Mesi | Mesi | Mesi | Mesi | Mesi | Stagioni | Stagioni | Stagioni | Stagioni | Anno |
| Sarsina             | Gen  | Feb  | Mar  | Apr  | Mag  | Giu  | Lug  | Ago  | Set  | Ott  | Nov  | Dic  | Inv      | Pri      | Est      | Aut      | Anno |
| ------------------- | ---- | ---- | ---- | ---- | ---- | ---- | ---- | ---- | ---- | ---- | ---- | ---- | -------- | -------- | -------- | -------- | ---- |
| T. max. media (°C)  | 6    | 9    | 13   | 17   | 22   | 27   | 29   | 29   | 25   | 19   | 11   | 7    | 7,3      | 17,3     | 28,3     | 18,3     | 17,8 |
| T. media (°C)       | 4    | 6    | 10   | 14   | 18   | 23   | 25   | 25   | 21   | 16   | 9    | 5    | 5        | 14       | 24,3     | 15,3     | 14,7 |
| T. min. media (°C)  | 1    | 3    | 6    | 10   | 14   | 18   | 20   | 20   | 17   | 12   | 6    | 2    | 2        | 10       | 19,3     | 11,7     | 10,8 |
| Precipitazioni (mm) | 40   | 38   | 51   | 54   | 48   | 54   | 41   | 59   | 62   | 60   | 68   | 59   | 137      | 153      | 154      | 190      | 634  |

## Storia

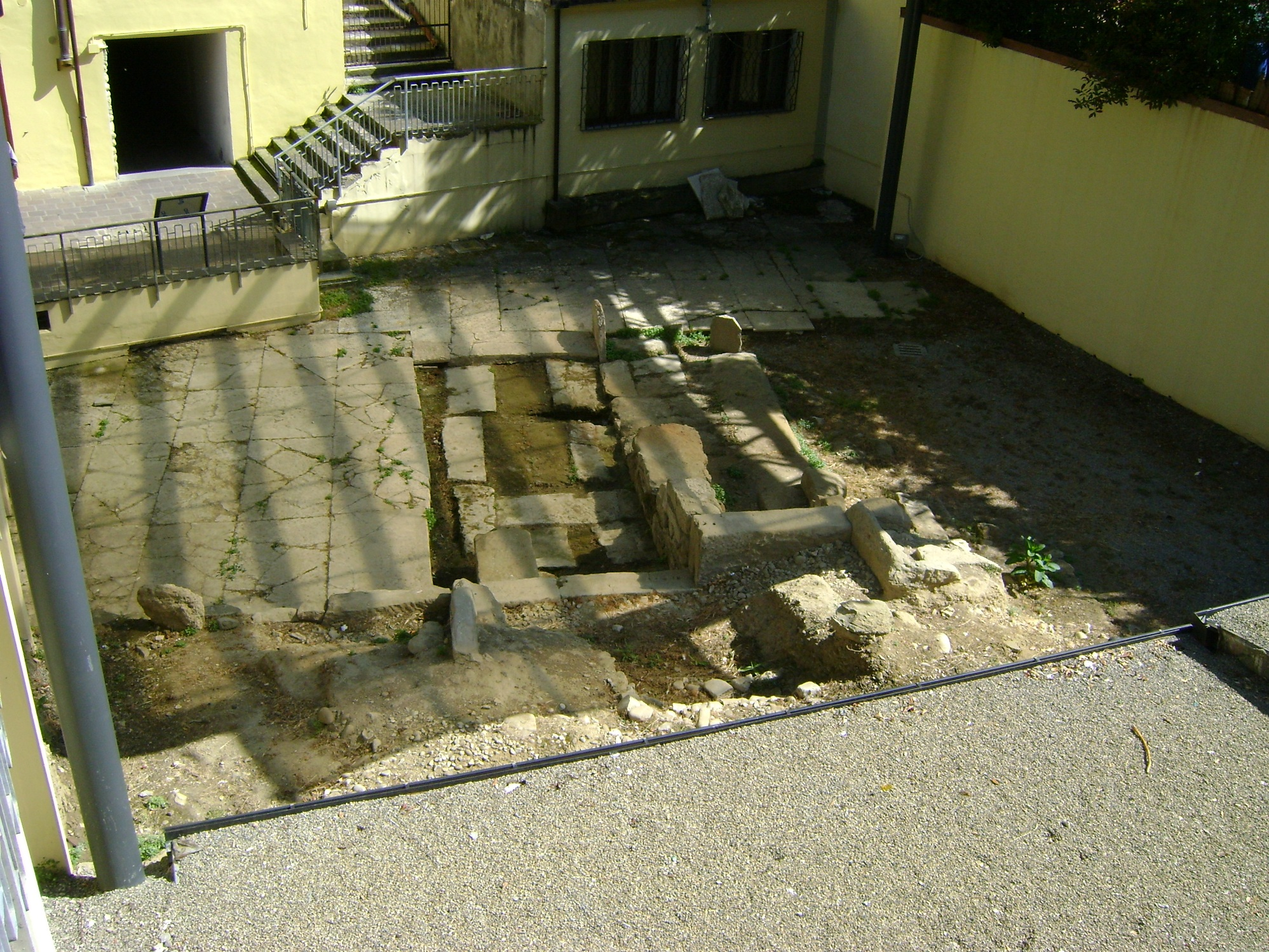
I resti dell'antico foro romano, la cui pavimentazione, in marmo di Verona, risale al I secolo d.C.

Sassina, il primo insediamento stabile nell'area (dove tuttora sorge la città), era abitato da popolazioni umbre presenti nella valle del Savio, giunte nel IV secolo a.C. Le tracce del nucleo urbano, adiacente all'attuale piazza Plauto, risalgono alla seconda metà del IV secolo a.C. e consistevano in modeste costruzioni in legno con annesse piccole botteghe artigianali.
Venne conquistata e sottomessa dai Romani alla metà dell'estate del 266 a.C., in seguito a una breve ma comunque ardua campagna militare guidata dai Consoli Decimo Giunio Pera e Numerio Fabio Pittore: ne indussero gli abitanti a chiedere la resa, che accettarono. Le conferirono lo status di civitas foederata, concedendo quindi alla città una certa autonomia, ma era pur sempre subordinata alla Repubblica romana tramite il pagamento di tributi e il fornire soldati che servissero nell'esercito come truppe ausiliarie. A pochi anni dopo risale in essa la nascita di Tito Maccio Plauto, poeta e commediografo.
Nei decenni centrali del I secolo a.C. Sassina, divenuta un municipio romano integrato, venne riorganizzata sul piano urbanistico ed architettonico, con la dotazione inoltre di una cinta muraria. La città venne inserita in età augustea nella circoscrizione amministrativa della Regio VI Umbria. I Romani edificarono la necropoli nella valle dove scorre il fiume Savio, col tempo fu ricoperta dalle acque ma nella seconda metà del XX secolo ha iniziato a riemergere. I reperti sono stati classificati e oggi sono visibili nel Museo archeologico.

Durante l'età imperiale, fino al III secolo d.C., la cittadina si sviluppò ulteriormente, grazie anche ad una solida economia silvo-pastorale e ai suoi rapporti commerciali con il porto di Ravenna. La presenza nei testi sepolcrali di riferimenti alle corporazioni di fabri (artigiani), centonari (fabbricanti di stoffe), dendrophori (carpentieri) e muliones (mulattieri), testimoniano le varie attività produttive presenti.
Sarsina subì devastazioni verso la fine del III secolo, forse operate da popolazioni barbariche, come attestano segni di un incendio sui pavimenti di alcune abitazioni, a cui seguì un periodo di declino. Secondo la tradizione, fra il III e il IV secolo a Sarsina sarebbe stato nominato il primo vescovo, Vicinio, proclamato poi santo e protettore della città. Il periodo compreso tra il 409 e il 470 è segnato da ulteriori incursioni, forse riconducibili ai Visigoti e agli Eruli.
Nel 757 fu sottomessa all'Esarcato di Ravenna. Nel X secolo si ebbe la costruzione della cattedrale romanica, nucleo della città. Subì poi le diverse dominazioni degli Ordelaffi, dei Malatesta e dei Veneziani, mantenendo la sua importanza in quanto sede vescovile. Nella Descriptio provinciæ Romandiolæ del 1371 è citata come quasi in rovina.
Nel 1515 il vescovo Galeazzo Corbara, a motivo della desolazione socio-economica e dello spopolamento che avevano fortemente ridotto la vita cittadina, si accordò con i governanti del comune di Sansepolcro, nella parte fiorentina dell'Alta Valle del Tevere, per trasferire là la sede della diocesi, che avrebbe così preso la denominazione di Sansepolcro e Sarsina. Nonostante l'approvazione da parte di papa Leone X il progetto non ebbe esecuzione, probabilmente per il mancato sostegno della Repubblica fiorentina, che preferiva attribuire all'erigenda Diocesi di Sansepolcro l'intero territorio altotiberino.
Dal 1859 all'annessione al Regno d'Italia fece parte dello Stato pontificio. In quell'anno i sarsinati si considerarono parte della Repubblica Romana. Nel 1860 Luca Silvani, nativo di Sarsina, guidò una spedizione di cacciatori (corpo ausiliario) per annettere il Montefeltro al Regno d'Italia.
Nel 1944 una feroce rappresaglia nazista procurò alla città diversi morti e feriti, e l'incendio di numerosi edifici privati e pubblici.
Nel 1965 ha incamerato i territori del vicino comune di Sorbano, soppresso.

### Simboli
Lo stemma è stato adottato nel 1965 all'epoca dell'unificazione con il Comune di Sorbano. Sarsina è stata sin dall'antichità sede vescovile e ha come proprio emblema un'allegoria del Calvario ripresa da un antico sigillo. 
Il gonfalone è un drappo partito di azzurro e di bianco.

### Onorificenze
Sarsina è tra le città decorate al valor militare per la guerra di liberazione, insignita il 5 marzo 1958 della croce di guerra al valor militare per i sacrifici delle sue popolazioni e per l'attività nella lotta partigiana durante la seconda guerra mondiale:

## Monumenti e luoghi d'interesse

### Architetture religiose

#### Basilica di San Vicinio

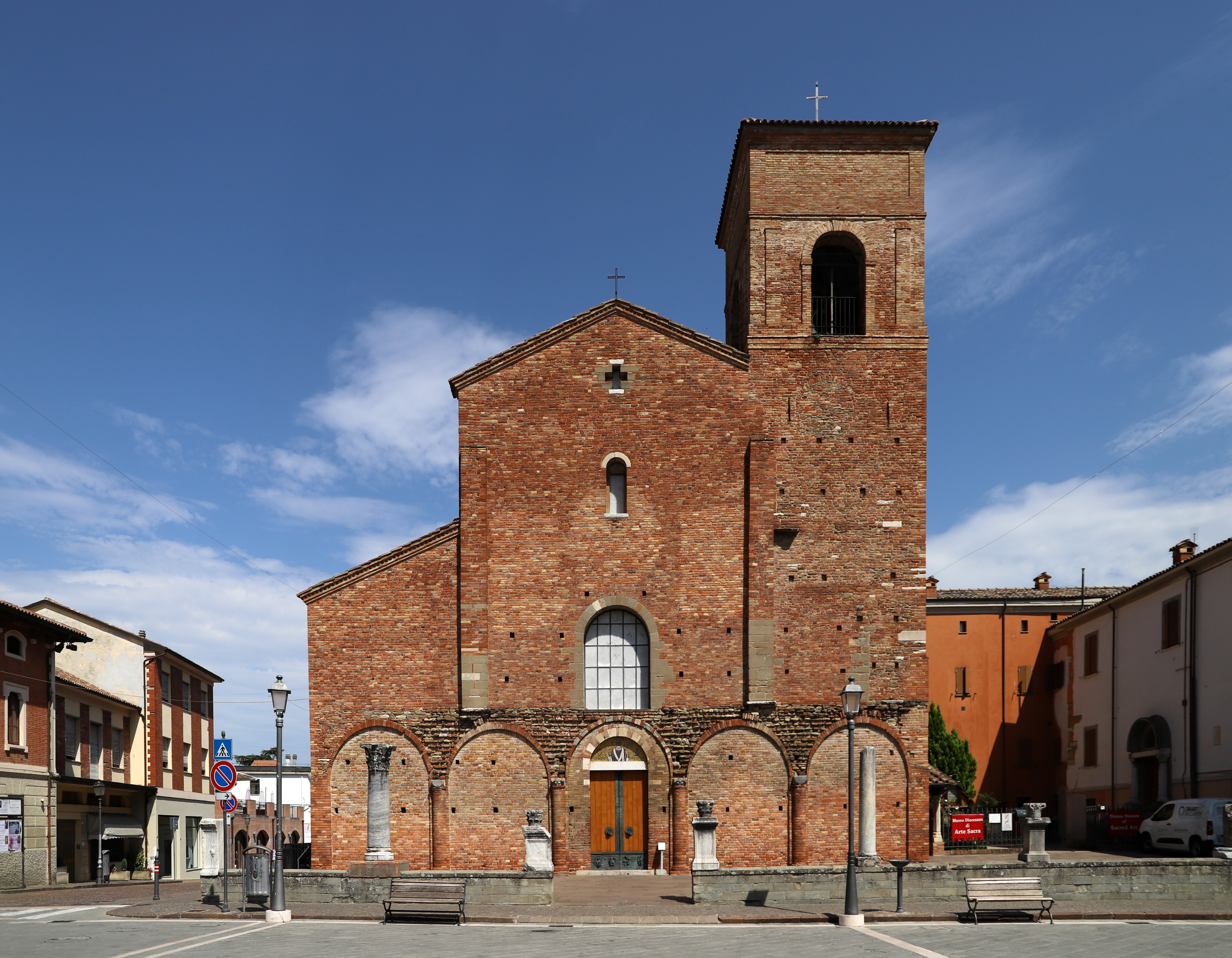
Basilica di San Vicinio

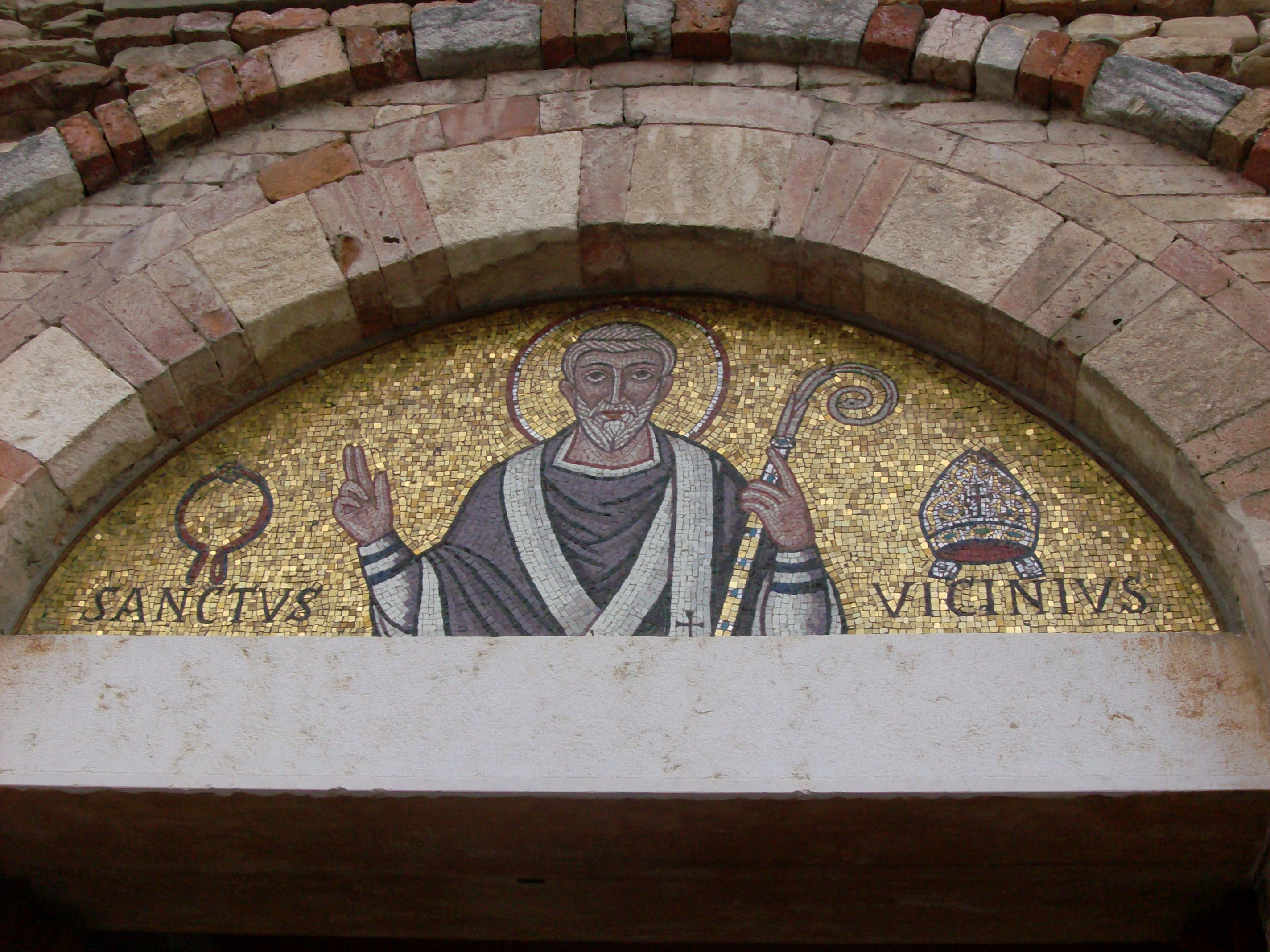
Mosaico raffigurante San Vicinio

La basilica, concattedrale della diocesi di Cesena-Sarsina, fu eretta tra X e il XI secolo in stile romanico, su un edificio preesistente di epoca romana o paleocristiana. Essa è dedicata a colui che la devozione popolare ritiene il primo vescovo della chiesa sarsinate, Vicinio, che sarebbe vissuto fra III e IV secolo.
La tipica facciata romanica è solcata dai segni di rifacimenti ed aggiustamenti operati nel corso dei secoli. Sopra l'ingresso, nella lunetta, vi è un mosaico raffigurante il santo titolare con la mitria da vescovo e la catena miracolosa. Il campanile, di epoca tarda, venne restaurato nel XVIII secolo. L'interno della concattedrale è a tre navate a croce latina, separate da colonne, con soffitto a capriate; la navata centrale, più larga di quelle laterali, termina con l'abside. Nella navata sinistra si trovano il battistero, la tomba dell'ultimo vescovo residente di Sarsina, la cappella seicentesca della beata Vergine del Rosario e la cappella del Santissimo Sacramento. Nella navata opposta vi è la cappella di San Vicinio, il principale luogo di culto della concattedrale: qui vi sono le reliquie del santo e la catena miracolosa, appartenuta secondo la tradizione al Santo.

#### Pieve di Monteriolo
Intitolata a San Cassiano viene menzionata già in un documento del 950. Nell'abside conserva affreschi quattrocenteschi, dove sono riconoscibili San Cassiano, San Vicinio, la Madonna con Bambino, Santa Caterina d’Alessandria e Sant’Ippolito; nel 2010 sono stati oggetto di un importante restauro. 
- Castello di Casalecchio
- Museo diocesano d'arte sacra

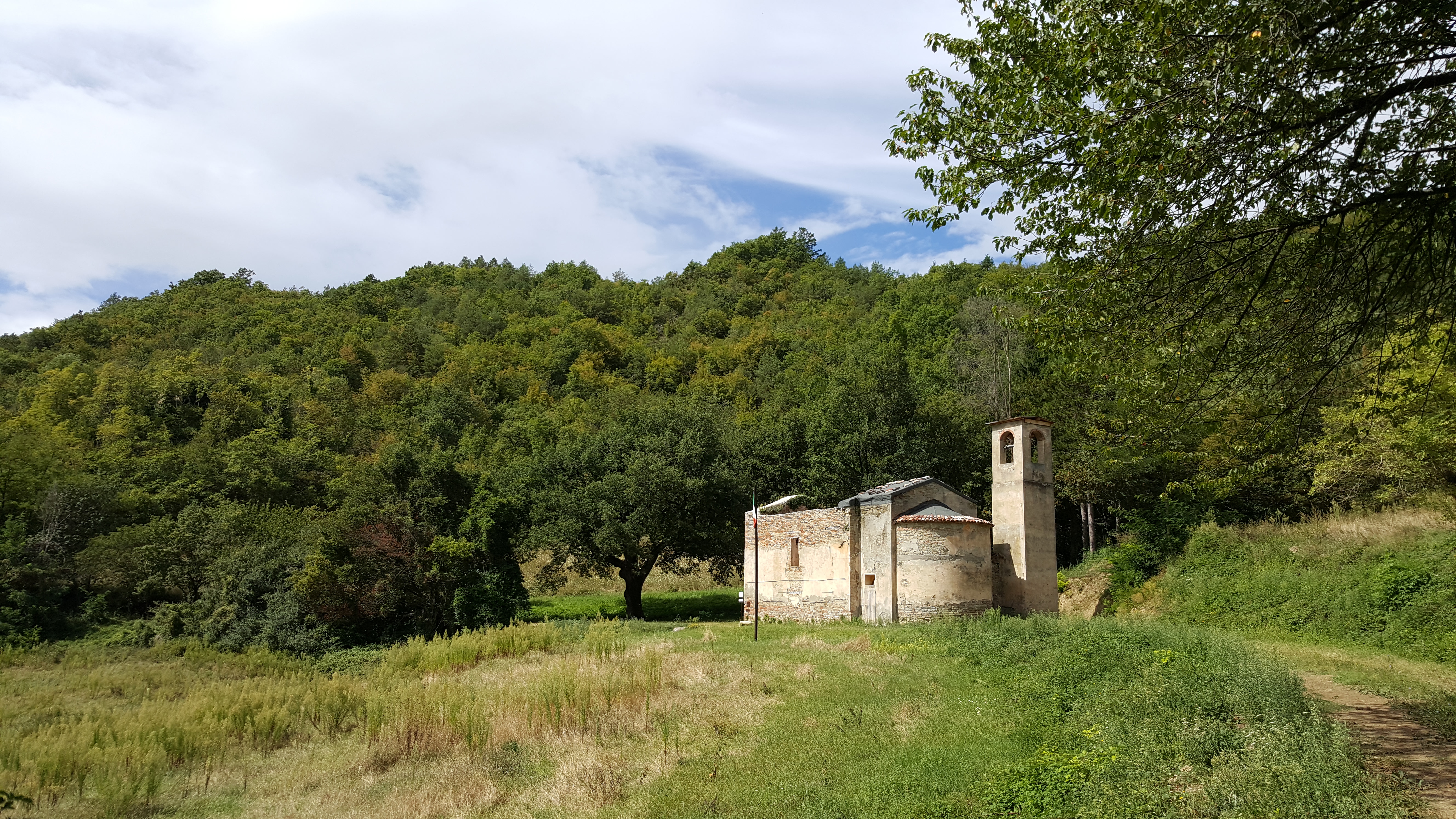
Abbazia di San Salvatore (Abbazia di Summano o anche detta Badia di Montalto)

- Castello del Piano Abbazia di San Salvatore (Abbazia di Summano o anche detta Badia di Montalto)
- Abbazia di San Salvatore o Abbazia di Summano (Montalto)

### Altro

#### Piazza Plauto

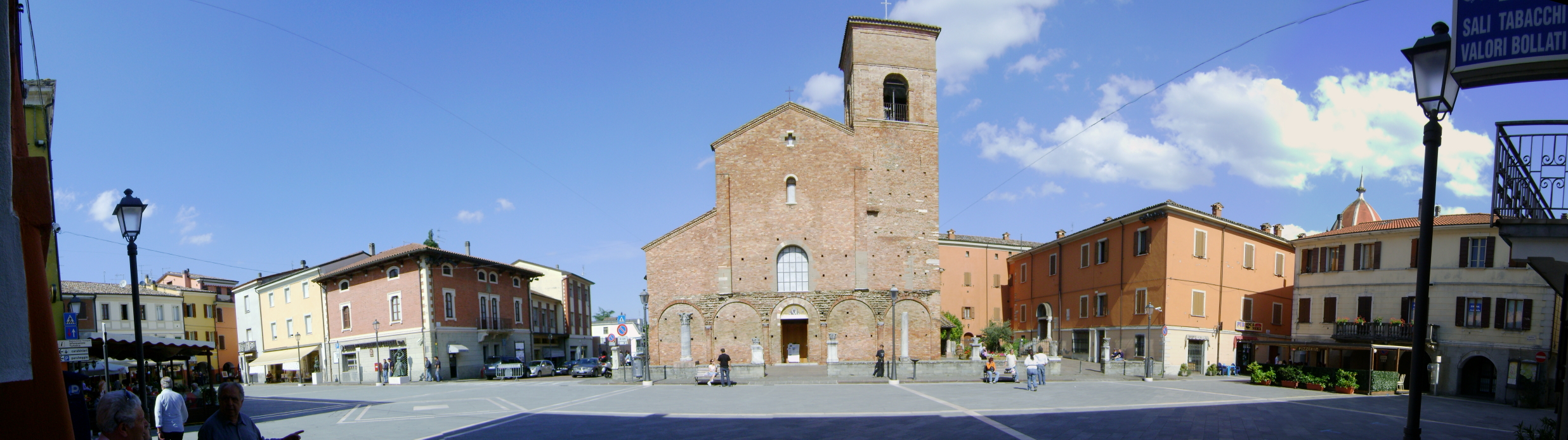
Piazza Plauto

La piazza principale di Sarsina, intitolata a Tito Maccio Plauto occupa il luogo dove in epoca romana sorgeva il foro, al centro della civitas, i cui resti, consistenti in tracce dell'antica pavimentazione a lastre in marmo di Verona, sono tuttora visibili dietro gli edifici sul lato settentrionale della piazza. L'attuale pavimentazione è realizzata in pietra alberese. Due statue di bronzo stanno a ricordare Plauto e rappresentano rispettivamente La Commedia dell'Arte (Arlecchino, Pulcinella, Colombina) e Pirgopolinìce, celeberrimo personaggio del Miles gloriosus.

Sul lato orientale del foro sorgeva un edificio, probabilmente di culto, i cui resti sono visibili da via Aurigemma. Alcuni reperti, principalmente elementi architettonici, sarcofagi, puteali, capitelli e resti delle tubature in piombo dell'acquedotto romano, sono conservati nel cortile del vescovado. Sul lato nord della piazza vi è una galleria che conduce ai resti del foro e di edifici del I secolo a.C.

#### Via Cesio Sabino

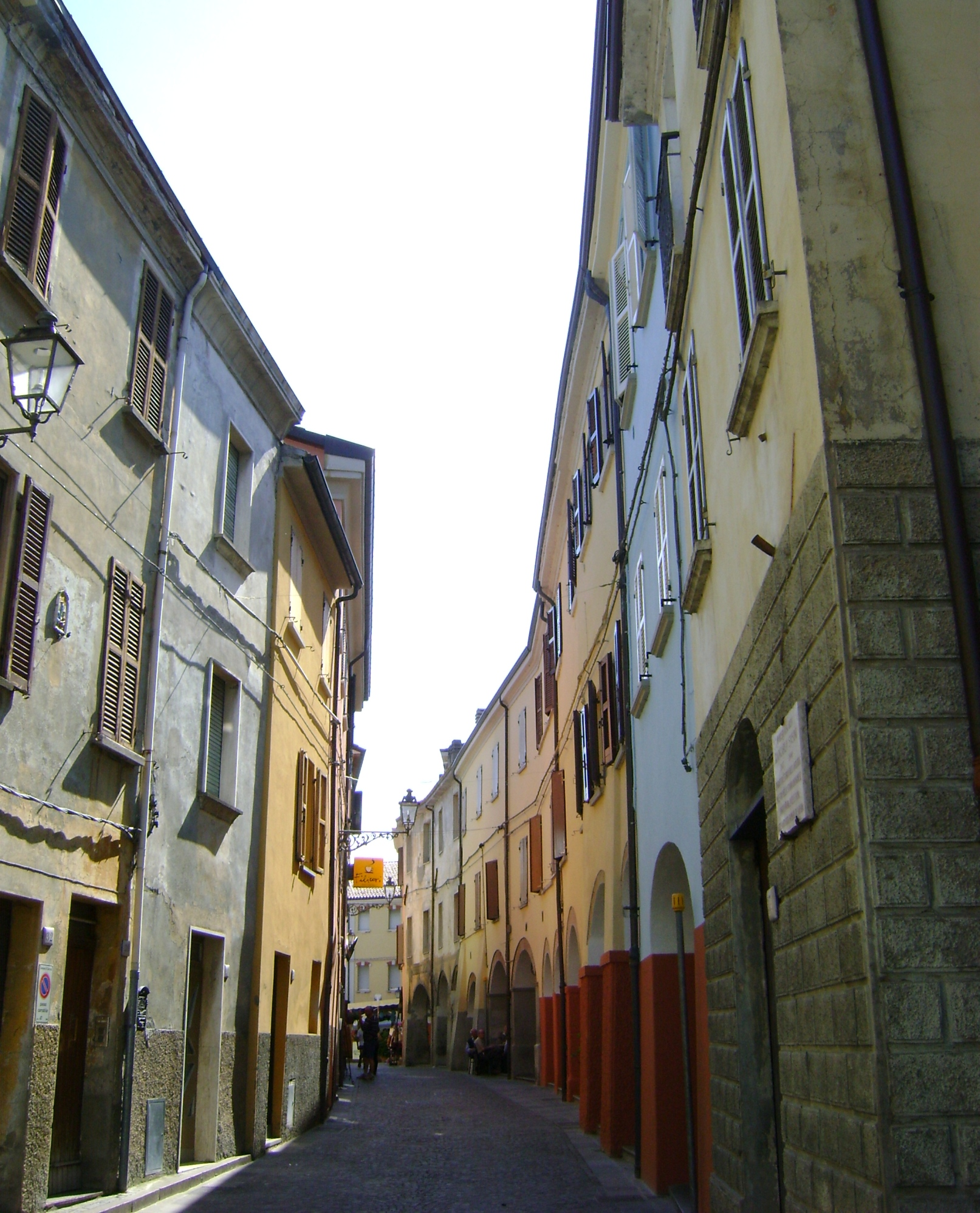
Via Cesio Sabino

La strada, situata nel centro storico sarsinate, è intitolata a un'importante personalità locale vissuta intorno alla fine del I secolo, Cesio Sabino che, con la carica di magistrato edile, ornò Sarsina con edifici in pietra e marmo. Oggi la via accoglie numerose osterie e botteghe che conservano ancora le insegne a tempera sui muri. Collega il lato destro di Piazza Plauto con la strada statale 71. Lungo essa si trova il Museo Archeologico nazionale.
- A circa 4 km dal centro abitato si trovano due palazzi rinascimentali. Uno del 1500, denominato Il Castello, perché costruito sulle fondazioni dell'antico  Casaleci su un colle, e un secondo più a valle, denominato Il Piano, palazzo settecentesco, recentemente ristrutturato.
- A 1 km da Sarsina, in località Calbano, sorge l'Arena Plautina, di realizzazione contemporanea, dove ogni anno si tengono recite classiche all'aperto.
- Interessante è il Museo Archeologico Nazionale, fondato nel 1890, inizialmente come raccolta comunale, per opera dell'archeologo forlivese Antonio Santarelli.
- Nei pressi dell'abitato è stato istituito il Parco delle marmitte dei giganti, una riserva naturale comprendente le marmitte dei giganti.

## Società

### Evoluzione demografica
I dati attestano che la popolazione, a fine 2020, era composta da 3 329 abitanti, tra cui 1 656 maschi e 1 673 femmine.
Abitanti censiti

### Etnie e minoranze straniere
Secondo i dati ISTAT al 31 dicembre 2009 la popolazione straniera residente era di 268 persone. Le nazionalità maggiormente rappresentate in base alla loro percentuale sul totale della popolazione residente erano:
- Romania 63 1,70%
- Marocco 63 1,70%

### Religione
Sarsina fa parte della diocesi di Cesena-Sarsina, suffraganea dell'arcidiocesi di Ravenna-Cervia. La prima diocesi, solo di Sarsina, sarebbe stata fondata nel IV secolo e sarebbe stata guidata dal vescovo Vicinio, proclamato santo e patrono della città. Nel 1828, con la bolla Dominici gregis, la sede di Sarsina fu soppressa e unita a quella di Bertinoro. L'unione con Bertinoro fu poi revocata a causa delle difficoltà di comunicazione tra le due sedi attorno al 1872, quando Sarsina tornò ad avere un proprio vescovo. Venne infine unita il 30 settembre 1986 alla diocesi di Cesena, eretta nel I secolo, formando l'attuale circoscrizione ecclesiastica.

### Tradizioni e folclore
La tradizione afferma che san Vicinio, il primo vescovo della città, fosse un eremita ritiratosi su un monte che ancor oggi porta il suo nome (Monte san Vicinio, attualmente nel comune di Mercato Saraceno), per condurre una vita di preghiera e penitenza. Sempre secondo la tradizione, egli sarebbe stato indicato ai sarsinati come vescovo della loro città direttamente da Dio, e anche dopo la sua elezione avrebbe proseguito la vita eremitica. Come pratica penitenziale, il Santo soleva indossare un collare di ferro, a cui appendeva una pietra per appesantire il collo. L'oggetto in questione è costituito da due bracci uniti da un duplice snodo e terminanti con due anelli combacianti. Secondo una ricerca scientifica operata presso l'Università di Bologna, la catena, di incerta origine, sarebbe da attribuire ad un'epoca contemporanea o precedente la vita del Santo. Oggi il collare viene usato per benedizioni. Per i credenti infatti, esso avrebbe effetto taumaturgico su chi è soggetto a possessioni diaboliche e sugli infermi. Si è solito dire che La Catena è la mano del Santo che con la sua potente intercessione presso Dio dona la grazia a tutti coloro che giungono fino al suo altare in devoto pellegrinaggio. Gli esorcismi sono praticati all'interno della basilica da sacerdoti autorizzati dal vescovo. A San Vicinio è dedicata la festa che ricorre ogni anno il 28 agosto.

## Economia

### Artigianato
Per quanto riguarda l'artigianato, Sarsina è rinomata soprattutto per i laboratori di oreficeria e di gioielleria.

## Sport
Ha sede nel comune di Sarsina la società calcistica A.S.D. Sarsinate 1966, militante in Seconda Categoria.

## Amministrazione
Di seguito è presentata una tabella relativa alle amministrazioni che si sono succedute in questo comune.
| Periodo        | Periodo          | Primo cittadino    | Partito              | Carica  | Note          |
| -------------- | ---------------- | ------------------ | -------------------- | ------- | ------------- |
| 12 giugno 1985 | 8 giugno 1990    | Lorenzo Cappelli   | Democrazia Cristiana | Sindaco | [ 18 ]        |
| 8 giugno 1990  | 24 aprile 1995   | Lorenzo Cappelli   | Democrazia Cristiana | Sindaco | [ 18 ]        |
| 24 aprile 1995 | 14 giugno 1999   | Lucio Cangini      | lista civica         | Sindaco | [ 18 ]        |
| 14 giugno 1999 | 14 giugno 2004   | Lorenzo Cappelli   | lista civica         | Sindaco | [ 18 ]        |
| 14 giugno 2004 | 8 giugno 2009    | Lorenzo Cappelli   | lista civica         | Sindaco | [ 18 ]        |
| 8 giugno 2009  | 19 febbraio 2013 | Malio Bartolini    | lista civica         | Sindaco | [ 18 ]        |
| 27 maggio 2013 | 24 ottobre 2017  | Luigino Mengaccini | lista civica         | Sindaco | [ 18 ] [ 19 ] |
| 11 giugno 2018 | in carica        | Enrico Cangini     | lista civica         | Sindaco | [ 20 ]        |

### Gemellaggi
- Grebenstein
- Lezoux
- Lopik